# Bruno Bucher (Kunsthistoriker)

Bruno Bucher

Adalbert Bruno Bucher (* 24. April 1826 in Köslin; † 9. Juni 1899 in Wien) war ein deutscher Kunstschriftsteller und Direktor des Museums für angewandte Kunst in Wien.

## Leben
Er war ein Sohn des Gymnasialprofessors und Geographen August Leopold Bucher (1783–1863) und der jüngere Bruder des preußischen Staatsmannes Lothar Bucher. Er besuchte die Kunstakademie Dresden, musste aber wegen eines Augenleidens die eigene künstlerische Tätigkeit aufgeben und wurde journalistisch tätig. Ab 1856 lebte er in Wien und wurde 1859 Sekretär des dortigen Museum für Kunst und Industrie, später Kustor und 1895 dessen Direktor.
Bucher war mit Sophie Therese Elisabeth Hendeß (1830–1896) verheiratet und hatte sechs Kinder. Seine Tochter Sophie Helene Bucher (* 1855) war lange Jahre die Sekretärin Maries von Ebner-Eschenbach und Verwalterin des Ebner-Eschenbach-Archivs in Zdislavice.

## Werke
- Die Kunst im Handwerk. Wien 1872, 2. Aufl. 1876, 3. Aufl. 1888
- Über ornamentale Kunst auf der Weltausstellung in Wien. Berlin 1874
- Geschichte der Technischen Künste. 3 Bände, Stuttgart 1875–1893
- Katechismus der Kunstgeschichte. Leipzig 1880, 5. Aufl. 1899
- Reallexikon der Kunstgewerbe. Wien 1883
- Mit Gunst. Aus Vergangenheit und Gegenwart des Handwerks. Leipzig 1886
- Die Glassammlung des k. k. Oesterreich. Museums. Geschichtliche Übersicht und Katalog. Wien 1888
- Die alten Zünfte und Verkehrsordnungen der Stadt Krakau. Wien 1889
- Die Aufgabe der kunstgewerblichen Museen. 1889

## Auszeichnungen
- Orden der eisernen Krone III. Klasse
- Kronenorden III. Klasse